# لوك مارييت
لوك مارييت (بالإنجليزية: Luke Mariette)‏ (مواليد 8 أكتوبر 2003) هو لاعب كرة قدم ويلزي محترف يلعب كلاعب خط وسط لنادي بلاكبول.